# Vipera pontica
Espèce
Statut de conservation UICN

 EN D : En danger
Vipera pontica est une espèce de serpents de la famille des Viperidae. 

## Répartition
Cette espèce se rencontre en Turquie et en Géorgie.

## Description
C'est un serpent venimeux.

## Publication originale
- Billing, Nilson & Sattler, 1990 : Vipera pontica sp. n., a new viper species in the kaznakovi group (Reptilia, Viperidae) from northeastern Turkey and adjacent Transcaucasia. Zoologica Scripta, vol. 19, n. 2, p. 227-231.